# 斯托亞諾韋 (大米海利夫卡區)
47°8′25″N 29°42′48″E / 47.14028°N 29.71333°E
斯托亞諾韋（烏克蘭語：Стоянове）是位於烏克蘭西南部的村莊，由敖德萨州羅茲季利納區的大米哈伊利夫卡市鎮負責管轄。該村始建於1815年，面積0.83平方公里，海拔高度81米，2001年人口321，人口密度每平方公里386.75人。